# Torneo Competencia 1947
El Torneo Competencia 1947 fue la novena edición del Torneo Competencia. Compitieron los diez equipos de Primera División. El campeón fue Peñarol. La forma de disputa fue de un torneo a una rueda todos contra todos.

## Posiciones
| Puesto | Equipo         | Pts | PJ | PG | PE | PP | GF | GC | Dif |
| ------ | -------------- | --- | -- | -- | -- | -- | -- | -- | --- |
| 1º     | Peñarol        | 18  | 9  | 9  | 0  | 0  | 30 | 6  | 24  |
| 2º     | Defensor       | 12  | 9  | 5  | 2  | 2  | 14 | 13 | 1   |
| 3º     | Wanderers      | 11  | 9  | 4  | 3  | 2  | 20 | 20 | 0   |
| 4º     | River Plate    | 10  | 9  | 4  | 2  | 3  | 21 | 15 | 6   |
| 5º     | Nacional       | 9   | 9  | 4  | 1  | 4  | 22 | 20 | 2   |
| 6º     | Liverpool      | 8   | 9  | 4  | 0  | 5  | 13 | 14 | -1  |
| 7º     | Rampla Juniors | 8   | 9  | 3  | 2  | 4  | 12 | 16 | -4  |
| 8º     | Central        | 6   | 9  | 2  | 2  | 5  | 14 | 18 | -4  |
| 9º     | Cerro          | 6   | 9  | 2  | 2  | 5  | 15 | 20 | -5  |
| 10º    | Miramar        | 2   | 9  | 0  | 2  | 7  | 9  | 28 | -19 |

## Resultados
| Peñarol        | 8-1 | Wanderers      |
| Liverpool      | 3-2 | Nacional       |
| Defensor       | 1-0 | Nacional       |
| CA River Plate | 3-1 | Cerro          |
| Rampla Juniors | 2-2 | Central        |
| Nacional       | 4-0 | Rampla Juniors |
| Wanderers      | 2-1 | CA River Plate |
| Defensor       | 1-0 | Liverpool      |
| Peñarol        | 2-0 | Central        |
| Cerro          | 3-1 | Miramar        |
| Peñarol        | 3-1 | Defensor       |
| CA River Plate | 2-1 | Rampla Juniors |
| Wanderers      | 2-1 | Liverpool      |
| Central        | 2-1 | Cerro          |
| Nacional       | 3-3 | Miramar        |
| CA River Plate | 5-2 | Nacional       |
| Liverpool      | 1-0 | Central        |
| Wanderers      | 1-1 | Defensor       |
| Peñarol        | 5-2 | Cerro          |
| Rampla Juniors | 2-1 | Miramar        |
| Peñarol        | 5-0 | Miramar        |
| Nacional       | 2-0 | Defensor       |
| Central        | 1-1 | CA River Plate |
| Cerro          | 2-1 | Liverpool      |
| Wanderers      | 2-2 | Rampla Juniors |
| Nacional       | 4-3 | Cerro          |
| Peñarol        | 2-1 | CA River Plate |
| Defensor       | 1-0 | Rampla Juniors |
| Wanderers      | 4-2 | Central        |
| Liverpool      | 4-1 | Miramar        |
| Peñarol        | 2-0 | Liverpool      |
| Rampla Juniors | 1-1 | Cerro          |
| Nacional       | 3-2 | Wanderers      |
| CA River Plate | 4-1 | Miramar        |
| Defensor       | 4-3 | Central        |
| Defensor       | 3-3 | CA River Plate |
| Central        | 1-1 | Miramar        |
| Rampla Juniors | 3-1 | Liverpool      |
| Wanderers      | 1-1 | Cerro          |
| Peñarol        | 1-0 | Nacional       |
| Central        | 3-2 | Nacional       |
| Defensor       | 2-1 | Cerro          |
| Peñarol        | 2-1 | Rampla Juniors |
| Wanderers      | 5-1 | Miramar        |
| Liverpool      | 2-1 | CA River Plate |